# Aloe rivieri
Aloe rivieri é uma espécie de liliopsida do gênero Aloe, pertencente à família Asphodelaceae.